# Толстолуг
Толстолуг (укр. Товстолуг) — село в Великогаевской сельской общине Тернопольского района Тернопольской области Украины.
Население по переписи 2015 года составляло 718 человек. Почтовый индекс — 47742. Телефонный код — 352.

## Известные жители и уроженцы
- Фёдорова-Гаврилюк, Александра Евгеньевна (1936—1998) — Герой Социалистического Труда.